# 小櫻秀樹
小櫻 秀樹（こざくら ひでき、1970年5月26日 - ）は、日本の作曲家。

## 経歴
愛知県瀬戸市出身。東京芸術大学大学院を経て、一時アメリカのニューヨーク滞在を経験し、スウェーデンのストックホルム王立音楽大学大学院修了。野田暉行、三善晃、トリスタン・ミュライユ、ベント・ソレンセン、パル・リンドグレンらに師事の後ドイツのベルリンに拠点を構え活動していたが、名古屋音楽大学にて教鞭を取る。現在は日本とドイツを拠点として音楽活動を展開している。
国内外の作曲コンクールや音楽賞・奨学金など多数の受賞歴がある。中部大学、マックギル大学・ヴィルニウス音楽大学、名古屋音楽大学、愛知県立芸術大学でゲスト・コンポーザー、特別講師を勤める。BISレーベルからのCDリリースを始め、スヴェンスクムジークから楽譜が出版されている。スウェーデン作曲家協会のメンバーであり、公式にはスウェーデンの作曲家となりスウェーデンの音楽家としての活動も目立つ。